# ایکدا ماسازومی
ایکدا ماسازومی (به ژاپنی: 池田 政純 いけだ まさずみ); ۱۹ ژوئیهٔ ۱۷۰۶ – ۳۰ ژوئن ۱۷۶۶) سیاستمدار و دایمیو در دوره ادو اهل ژاپن بود.